# Pala Bottigella
La Pala Bottigella è un dipinto tempera su tavola (124x171 cm) di Vincenzo Foppa, databile al 1480-1484 e conservata nella Pinacoteca Malaspina di Pavia.

## Storia
La pala venne commissionata da Giovanni Matteo Bottigella e destinata nella cappella di famiglia presso la chiesa di San Tommaso a Pavia. Nell'altare della cappella si trovava conservata una reliquia della beata Sibillina Biscossi, oggetto ai suoi tempi di grande venerazione.
Dopo la soppressione del monastero, la pala venne donata dai discendenti Bottigella al Comune.

## Descrizione e stile
La pala ha come soggetto una sacra conversazione, con al centro la Vergine col Bambino in trono, attorniata da un fitto gruppo di personaggi. In secondo piano si trovano quattro santi (Giovanni Battista e Matteo a sinistra e Stefano e Girolamo a destra), mentre inginocchiati sul gradino davanti al trono si trovano i due committenti Giovanni Matteo e la moglie Bianca Visconti, accompagnati rispettivamente dal beato Domenico di Catalogna (fondatore dell'Ospedale San Matteo di Pavia) e della stessa beata Sibillina.
Il tutto è ambientato in una campata aperta con tre archi a tutto sesto (uno dei quali coincide con la cornice dell'opera) reggenti una volta a crociera decorata da un finto cielo blu stellato di sapore trecentesco. Lo schema compositivo riecheggia più sacre conversazioni di Giovanni Bellini, piuttosto che le macchinose pale lombarde.
L'impaginazione spaziale di derivazione bramantesca, ma saturata di figure, dove gli accenti sono posti sulla rappresentazione umana dei vari tipi e sulla rifrazione della luce sui vari materiali. Questa attenzione alla verità ottica, priva di intellettualismi, fu una delle caratteristiche più tipiche della successiva pittura lombarda, studiata anche da Leonardo da Vinci.